# Yolandi Visser
Anri du Toit (1. prosinca 1984.), poznata kao Yolandi Visser (stilizirano kao ¥o-Landi Vi$$er), je južnoafrička reperica i pjevačica. Ženski je vokal južnoafričkog alternativnog hip hop sastava Die Antwoord.
Uz glazbenu karijeru, Visser je također 2015. godine glumila u filmu Chappie, kojeg je režirao Neill Blomkamp.

## Rani život
Visser su kao bebu posvojili svećenik Ben du Toit i njegova žena. Imala je i brata, koji je također bio posvojen, te preminuo 2015. godine. Dok je odrastala, rekla je da se osjećala kao da se nigdje ne uklapa niti pripada, te se opisala kao "malu balavicu" koja se konstantno tukla. Sa 16 godina, du Toit su poslali u internat, udaljen devet sati od rodnog joj grada, gdje je rekla da je napokon procvjetala uz kreativne istomišljenike.

## Karijera

### The Constructus Corporation
Du Toit je Watkin Tudor Jones (tj. "Ninja") pitao da mu pjeva za njegov projekt The Constructus Corporation. Navedena je kao Anica the Snuffling. TSastav je objavio debitantski i jedini album The Ziggurat 2003. godine.

### MaxNormal.TV
Du Toit je bila članicom južnoafričkog kolektivnog hip hop sastava MaxNormal.TV, u kojem je igrala ulogu Max Normalove osobne asistentice. U ovom je projektu počela koristiti umjetničko ime Yolandi Visser.
U pjesmi "Tik Tik Tik", du Toit opisuje svoju fiktivnu priču. U pjesmi govori kako je rođena u velikoj no siromašnoj obitelji, iz koje je ubrzo pobjegla zbog dosade i usamljenosti. U pjesmi "Option A", upoznaje dilera drogom, za kojeg ubrzo počinje raditi, švercajući drogu u zamjenu za hranu i novac. Ubrzo postane ovisnom o methu, te žali za svojim odlukama. A u pjesmi "Option B", počinje ignorirati dilera, te počinje raditi u kafiću, u kojem također iznajmljuje i sobu. Poslije joj ponude da se pridruži MaxNormal.TV-u nakon što je gledala rep nastup ispred kafića.
Sastav je objavio debitantski i jedini studijski album Good Morning South Africa 2008. godine. DVD koji sadrži 13 skečeva, glazbenih spotova i kratkih filmova objavljen je iste godine, naziva Goeie Morge Zuid Afrika.

### Die Antwoord
Du Toit je trenutno članicom južnoafričkog alternativnog hip hop sastava Die Antwoord. Sastav su osnovali du Toit, njen tadašnji partner Jones, i producent HITEK5000 (prije znan kao DJ Hi-Tek i God). U međuvremenu pridružio im se producent Lil2Hood.
Die Antwoord su dio južnoafričke kontrakulture zvane zef. Za sastav, du Toit koristi stilistički uređeno umjetničko ime ¥o-Landi Vi$$er. Kosu je stilizirala kao izbijeljeno-plavu fudbalerku odmah na početku, što je zapravo napravila samo kako bi dobila fiks. Rekla je kako se zbog šišanja kose osjećala preporođenom, i ponosnom na to što je autsajder i članicom zefa.
Sastav je objavio debitantski studijski album $O$ 2009. godine. Album je objavljen na internetu za besplatno slušanje te je privukao pozornost publike, poglavito zbog glazbenog spota za pjesmu "Enter the Ninja". Kratko su potpisali za diskografsku kuću Interscope Records, no ubrzo su je napustili zbog njihova pritiska da budu više generični. Visser je objasnila da je Interscope "htio da budemo više generični" kako bi zaradili što više novaca: "Ako pokušaš raditi pjesme koje se sviđaju drugima, tvoj bend će uvijek biti sranje. Uvijek moraš raditi ono što voliš. Ako uspije, to je čudo, to je ono što se dogodilo Die Antwoordu."." Ubrzo nakon toga osnovali su vlastitu neovisnu diskografsku kuću imena Zef Recordz, preko koje su objavili drugi studijski album Tension through it.
Objavili su još tri albuma; Donker Mag 2014. godine,, Mount Ninji and da Nice Time Kid 2016. godine i House of Zef 2020. godine.
Zajedno s Ninjom, du Toit je kao ¥o-Landi Vi$$er 2015. godine glumila u filmu Neilla Blomkampa Chappie.

## Kontroverze
Godine 2019., video iz 2012. pojavio se na internetu, koji prikazuje du Toit i Jonesa kako se tuku s osnivačem glazbenog projekta Hercules and Love Affair Andyijem Butlerom.
Jones tvrdi kako je osoba koja je snimala uredila video kako bi izgledalo kao da su on i du Toit u krivu.
U travnju 2022. godine, Tokkie (rođen kao Gabriel du Preez) optužio je du Toit i Jonesa za psihičko i seksualno zlostavljanje njega i njegove sestre Meisie. Du Toit i Jones odbijaju sve optužbe.

## Osobni život
Du Toit ima kćer rođenu 2005. godine s bivšim romantičnim partnerom iz Die Antwoorda (Ninjom) Jonesom. Također je posvojila još troje djece; dečka i curu 2010. godine, i još jednog dečka 2015. godine.

## Diskografija

### The Constructus Corporation
- The Ziggurat (2003.)

### MaxNormal.TV
- Rap Made Easy (2007.)
- Good Morning South Africa (2008.)

### Die Antwoord
- $O$ (2009.)
- Ten$ion (2012.)
- Donker Mag (2014.)
- Mount Ninji and da Nice Time Kid (2016.)
- House of Zef (2020.)

## Filmografija
- Goeie More Zuid Africa DVD (2008.)
- Tokoloshe (2011.)
- Umshimi Wam (2011.)
- Chappie (2015.)